# Maršov
Maršov (in tedesco Marschow) è un comune della Repubblica Ceca facente parte del distretto di Brno-venkov, in Moravia Meridionale.